# رکس ایرلاینز
ریجِنال اکسپرس ایرلاینز (به انگلیسی: Regional Express Airlines) یک شرکت هواپیمایی با کد یاتا ZL است که در تاریخ ۲۰۰۲ میلادی راه‌اندازی شده‌است.
دفتر مرکزی ریجِنال اکسپرس ایرلاینز در نیو ساوت ولز واقع شده‌است. این هواپیمایی به ۵۴ مقصد، پرواز مستقیم انجام می‌دهد.